# Adolf Wehrle
Adolf Wehrle (* 3. Oktober 1846 in Dietenbach, heute Gemeinde Kirchzarten; † 26. November 1915 in Lautenbach (Ortenaukreis)) war ein deutscher Pfarrer der römisch-katholischen Kirche, Politiker und Publizist.

## Leben
Adolf Wehrle wurde am 24. Juli 1870 zum Priester geweiht. Seine kirchliche Laufbahn umfasste die folgenden Stationen: zunächst Vikar in Nußbach (Oberkirch), 1875 Pfarrverweser in Iffezheim, 1876 in Waldau (Titisee-Neustadt), 1877 in Pfaffenweiler (Villingen-Schwenningen), 1879 in Degernau (Wutöschingen), 1880 Pfarrer in Wahlwies, 1890 Pfarrverweser in Oberkirch (Baden), 1891 Münsterpfarrer in Reichenau, 1894 Pfarrverweser und 1896 Pfarrer in Philippsburg, 1903 Pfarrer in Bad Rotenfels, 1910 Dekan des Kapitels Gernsbach, 1914 Pfarrer in Lautenbach.
In jüngeren Jahren unternahm Wehrle ausgedehnte Reisen, über die er Beschreibungen verfasste. An seinen zahlreichen Wirkungsorten engagierte er sich über die beruflichen Erfordernisse hinaus, indem er sich an Stiftungen beteiligte und Knaben auf den Gymnasialbesuch vorbereitete. Bei der Reichstagswahl 1887 trat er als Kandidat der Zentrumspartei für das Mandat des ersten badischen Wahlkreises (Konstanz, Überlingen, Stockach, Meßkirch) an, unterlag aber dem nationalliberalen Amtsinhaber Konstantin Noppel. Als Reichenauer Münsterpfarrer gründete er 1892 eine Ersparnis-, Spar- und Waisenkasse, die heutige Bezirkssparkasse Reichenau.

## Schriften (Auswahl)
- Wendelinusbüchlein, ein vollständiges Gebetbuch. 5. Aufl. Verlag der Buchhandlung G. Roth, Offenburg, 1913.
- Die Insel Reichenau, den Fremden und Einheimischen gewidmet von Adolf Wehrle. Moriell, Radolfzell, 1892
- Andachtsübung zu dem hochheiligen Blut und Kreuz Jesu Christi in dem einstigen hochfürstlichen Reichs-Gotteshaus Reichenau. 5. Aufl. Moriell, Radolfzell, 1892.
- Seiner Königlichen Hoheit Grossherzog Friedrich, dem hohen Gönner der Insel Reichenau und deren ehrwürdigen Münsters, und dessen hochedler Gemahlin, gewidmet von den Bewohnern der Insel, Josef Koch Bürgermeister, Dr. Adolf Wehrle Münsterpfarrer. Reichenau, 1891.
- Potpourri nach Spanien, in Spanien und aus Spanien. Selbstverlag, Radolfzell, 1887.
- Erinnerungen eines Reichstagskandidaten für das Centrum aus dem Drang-Zwang-Qual-Wahljahre 1887. Carl Sartori’s Nachfolger (Franz Kuenzer), Konstanz 1887.
- Dauerlauf nach England, Irland und Schottland. Carl Sartori’s Nachfolger (Franz Kuenzer), Konstanz 1887.
- Von See zu Meer. Religiöses und Internationales, Ernstes und Heiteres. Moriell, Radolfzell, 1885.